# Górna Wieś (Laskówka)
Górna Wieś – część wsi Laskówka w Polsce, położona w województwie podkarpackim, w powiecie rzeszowskim, w gminie Dynów.
W latach 1975–1998 Górna Wieś administracyjnie należała do województwa przemyskiego